# Relations entre le Turkménistan et l'Union européenne

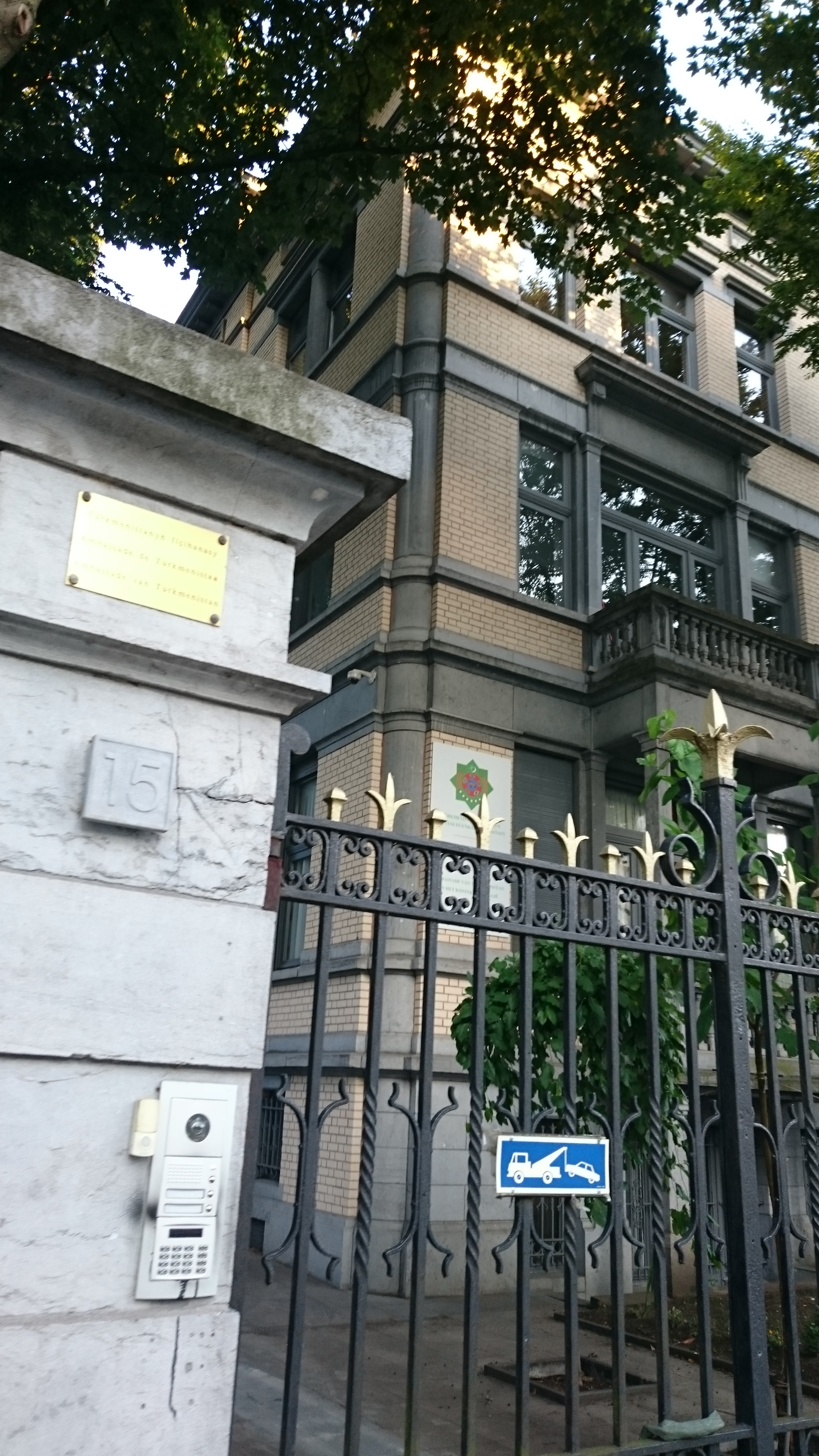
Ambassade du Turkménistan auprès de la Belgique et de l'Union européenne.

Les relations entre la Turkménistan et l’Union européenne reposent sur l'accord commerciale intérimaire de 1998.

## Sources

## Compléments